# The Sims 2: Nightlife
The Sims 2: Nightlife è il secondo expansion pack per il videogioco di simulazione per computer The Sims 2, con il quale i sims possono recarsi nei diversi lotti comunitari dove divertirsi. Questa espansione si rifà alle caratteristiche della terza espansione del primo capitolo The Sims: Hot Date e all'espansione del terzo capitolo The Sims 3: Late Night.

## Centro Sim
Viene introdotto il nuovo centro Sim di Sim City, un nuovo quartiere comunitario dedicato alla vita notturna dove i sims possono trascorre il tempo con gli amici o con il partner, diversi in nuovi locali: tra cui discoteche, pub, ristoranti, giardini, gallerie d'arte, piste da bowling, bar karaoke, boutique, piscine, palestre, centri relax, librerie.

## Nuove caratteristiche
È aggiunta anche una nuova aspirazione, quella del piacere, assecondando la quale il sim potrà avere appuntamenti romantici, trascorrere la notte a ballare o scatenarsi con gli amici. Ad ogni sim vengono inoltre attribuiti dei gusti in base ai quali viene verificata l'affinità con altri sims, verso i quali proverà attrazione o disgusto, o con cui potrà intrecciare storie sentimentali. Oltre al piacere, vi è l'aspirazione Toast al formaggio, che si può ottenere usando il premio per le aspirazioni ReNuYu Porta-Senso.
Viene reintrodotto l'inventario con il quale è possibile far portare degli oggetti ai propri sims, tuttavia l'inventario, oltre che contenere piccoli oggetti come il telefono cellulare nell'espansione University o le medicine delle Zingare Sentimentali, può contenere anche tutti gli oggetti della modalità compra, in quantità illimitate, come ad esempio un computer o un barbecue. Gli oggetti dell'inventario non possono essere spostati o collocati al di fuori della propria abitazione e gli oggetti che possono essere utilizzati sul momento sono molto pochi.

## Automobili
Viene reso possibile ai sims possedere una propria auto personale, da scegliere tra i cinque tipi proposti, dalla più economica alla più lussuosa, con relativi accessori. L'auto sarà parcheggiata in un apposito vialetto presso la casa del proprietario, alla quale può anche essere aggiunto un garage. L'auto permette di non dover aspettare per gli spostamenti (andare al lavoro, portare i figli a scuola, recarsi nei lotti comunitari). Può inoltre essere dotata di antifurto e possiede un'autoradio.

## Nuovi oggetti
Sono introdotti 125 nuovi oggetti, tra i quali, oltre alle automobili, ci sono cabine per dj, tavoli per il poker, cabine fotografiche, karaoke, jukebox, sfere elettro dance, piste da bowling, luci da discoteche ed espositori per profumi.

## Nuove costruzioni
Vengono aggiunti numerosi lotti comunitari, che sfruttano alcuni dei nuovi oggetti; rimane attiva la modalità "compra e costruisci" e si possono acquistare dalle luci per la discoteca ai complementi di arredo che rendono più confortevoli i ristoranti. Diventa possibile costruire mezzi muri, per ottenere spazi più ampi e di collegare tra loro vari ambienti, e anche garage e automobili con cui si può viaggiare tra i vari lotti comunitari.

## Smustle
È anche introdotto un nuovo stile di ballo, lo "Smustle": la capacità di apprenderlo è maggiore per un sim con una maggiore abilità.

## I Vampiri
Compaiono come nuove creature i "Vampiri", che si comportano come gli altri sims, ma possono vivere solo di notte e alla luce del giorno i loro bisogni calano rapidamente, fino a portare alla morte in pochi minuti. Tra i nuovi oggetti esiste anche il letto-bara per vampiri.
Se hanno buoni rapporti con altri sims, li possono "contagiare" mordendoli sul collo, ma è possibile arrestare il contagio somministrando al vampiro l'antidoto in possesso della "Zingara sentimentale".

## Zingare sentimentali
Questi personaggi possono essere chiamati attraverso un telefono per poter richiederne i seguenti servizi: Comprare il filtro d'amore, la Vampirocillina, Licantrofughina (solo se si possiede Pets), Vegefughina (solo se si possiede Seasons), antistreghina (solo se si possiede Live with Friends), oppure si possono fissare appuntamenti al buio (di conseguenza con una lei o con un lui).